# Ciríaco II de Constantinopla
Ciríaco foi patriarca de Constantinopla entre 595 e 606 Ele foi presbítero, zelador e ecônomo da grande igreja de Basílica de Santa Sofia em Constantinopla com o apoio do imperador bizantino Maurício.

## Título de patriarca "ecumênico"
Gregório, o Grande, recebeu os legados portando as cartas sinodais que anunciavam sua consagração, parte pelo desejo de não perturbar a paz na Igreja e parte pelo respeito pessoal que nutria por Ciríaco. Porém, em sua resposta ele advertiu-o contra o pecado de causar divisões na Igreja, claramente aludindo ao fato de ele usar o termo "bispo ecumênico". Do ponto de vista pessoal, Gregório parece muito amigável em relação a Ciríaco. 
Ciríaco por sua vez não atendeu ao desejo de Gregório de que ele se abstivesse de utilizar o título, pois Gregório escreveu depois tanto para ele quanto para o imperador bizantino Maurício (r. 582–602), declarando que ele não poderia permitir que seus legados permitissem que ele permanecesse em comunhão com o patriarca enquanto ele mantivesse o título. Na última dessas cartas, ele compara a alegação ao título ao pecado do Anticristo, uma vez que ambos exibiriam o pecado do orgulho sem limites. "Quisquis se universalem sacerdotem vocat, vel vocari desiderat, in elatione sua Antichristum praecurrit" ("Quem quer que se intitule um padre universal ou deseje assim ser chamado é o precursor do Anticristo"). Numa carta para Anastácio de Antioquia, que lhe tinha escrito para protestar contra as perturbações na paz da Igreja, Gregório defende sua conduta com base na injúria provocada por Ciríaco em todos os outros patriarcas ao assumir o título e lembra Anastácio que não são apenas os heréticos, mas também heresiarcas, tinham sido anteriormente patriarcas de Constantinopla (como Nestório, por exemplo). Ele também deprecia o uso do termo em bases gerais. A despeito de tudo isso, Ciríaco permaneceu firme em sua sé episcopal e parece ter convocado - ou mediado - um concilio para autorizar o uso do termo, pois em 599, Gregório escreveu para Eusébio de Tessalônica e para alguns outros bispos afirmando que tinha ouvido que eles estariam para ser convocados para um concílio em Constantinopla e admoestando-os a não ceder à força ou à persuasão, mas que permanecessem firmes em sua recusa de reconhecer o título ofensivo.
Ciríaco parece ter dividido com o imperador Maurício a sua impopularidade, o que provocou a sua deposição e morte. Ele ainda, porém, teve influência suficiente para conseguir arrancar de Focas, em sua coroação, uma confissão de fé ortodoxa e uma promessa de não perturbar a Igreja. Ele também resistiu nobremente às tentativas de Focas de arrastar a imperatriz Constantina, viúva de Maurício, e suas filhas de seu santuário em uma igreja de Constantinopla. 
Talvez algum ressentimento de sua oposição à sua vontade deva ter induzido Focas a concordar imediatamente com as alegações do Papa Bonifácio III de que Roma deveria ser considerada a primeira entre todas as igrejas, em prejuízo das alegações de Constantinopla de ser um episcopado ecumênico.
Ciríaco morreu em 606 e foi enterrado na igreja dos Santos Apóstolos . Ele parece ter sido um homem de grande piedade e sinceridade, capaz de conquistar a estima de todas as partes. Ele construiu uma igreja dedicada à Teótoco numa rua da capital imperial chamada "Diaconisa"